# Crocus corsicus
Lo zafferano di Corsica (Crocus corsicus Vanucchi) è una pianta erbacea perenne, geofita bulbosa, appartenente alla famiglia delle Iridaceae,  endemica della Corsica e della Sardegna.